# George Napper
Pour les articles homonymes, voir George Napper.
George Napper (alias Napier), né en 1550 à Oxford et mort le 9 novembre 1610 également à Oxford en Angleterre, est un prêtre catholique anglais, accusé de trahison et exécuté sous le règne de Jacques Ier. 

## Biographie
Né dans une famille fidèle à l'Église catholique, nous disposons que de peu d'informations sur son parcours. En tant que catholique il doit déjà jeune faire face aux discriminations. Il est expulsé du Corpus Christi College d'Oxford en raison de son refus de se faire anglican. Il se rend plusieurs fois sur la continent, ce qui le rend suspect aux yeux des autorités. Il est une première fois emprisonné en 1580 - dénoncé pour avoir été en lien avec le collège anglais de l'université de Reims - et cela jusqu'en 1589. Il est libéré après avoir finalement accepté l'acte de suprématie. Il a alors techniquement apostasié son catholicisme. Néanmoins son apostasie semble n'avoir été qu'une façade puisqu'on le retrouve en 1596 au collège anglais de Douai où il se prépare pour devenir prêtre catholique - Il a alors plus de 40 ans. Il est ordonné prêtre autour de 1603. De retour en Angleterre il est caché par son propre frère. Il exerce comme prêtre pendant plusieurs années avant d'être capturé en 1610 et emprisonné dans la prison du château d'Oxford. Cette fois-ci il ne peut cacher qu'il est prêtre catholique — on a trouvé sur lui une custode et des huiles bénites. On lui offre la vie sauve et le bannissement s'il accepte officiellement de reconnaître Jacques Ier comme chef de l'Église en Angleterre. Il refuse. Il est alors condamné à mort et exécuté. Il subit le traitement réservé au traître à savoir pendaison, éviscération et écartèlement.

## Vénération
Reconnu comme un martyr catholique, George Napper fut béatifié en 1929 par le pape Pie XI avec cent six autres catholiques martyrisés comme lui. Figurant aussi dans la liste des martyrs de Douai il est vénéré par l'Église catholique le 4 mai avec le groupe des Cent sept martyrs d'Angleterre et du pays de Galles et individuellement le 9 novembre.